# Scirpophaga ochroleuca
Scirpophaga ochroleuca là một loài bướm đêm trong họ Crambidae.